# 搔首问天
《搔首問天》，古琴曲，又名〈天問〉或〈屈子天問〉，以屈原為題材，部份琴譜則言其為屈原所作，例如：《梅庵琴譜》和《天聞閣琴譜》。《天聞閣琴譜》並稱：「其節奏抑揚頓挫，其神韻諮嗟浩歎，一片孤忠。」《悟雪山房琴譜》：「前五段步步催急，不勝悲憤之懷，六段以後句句跌慢，漸歸和緩。可知事當無可如何之會，惟有反己自修而已，天可問乎。 警醒道人識。」

## 版本
- 《梅庵琴譜》：梅庵琴派重要曲目，《梅庵琴韻》專輯中有徐立孫和朱惜辰的歷史錄音。其中徐立孫認為朱惜辰的〈搔首問天〉獲梅庵派真傳，甚至彈得比他好。[4]

## 外部連結
- YouTube上的〈搔首問天〉，吳兆基演奏，收錄於《中國音樂大全‧古琴卷》